# Тампико (Тамаулипас)
Тампико (шп. Tampico) је град у Мексику у савезној држави Тамаулипас. Према процени из 2005. у граду је живело 303.635 становника.

## Становништво
Према подацима са пописа становништва из 2010. године, град је имао 297.284 становника.
| 1990.   | 1995.   | 2000.   | 2005.   | 2010.   |
| ------- | ------- | ------- | ------- | ------- |
| 272.690 | 278.933 | 295.442 | 303.635 | 297.284 |